# De Fuik (televisieserie)
De Fuik is een Nederlandse televisieserie, gebaseerd op de Britse televisieserie Spycatcher, die weer is gebaseerd op de boeken van Oreste Pinto. De serie volgt het hoofd van de Nederlandse contraspionagedienst, Oreste Pinto, bij zijn pogingen spionnen uit nazi-Duitsland te ontmaskeren. De tien afleveringen werden in 1962-1963 uitgezonden door de KRO.

## Verhaal
Luitenant-kolonel Oreste Pinto werkt voor de Nederlandse afdeling van MI-5, de Britse contraspionage. Hij moet Nederlandse Engelandvaarders ondervragen en uitvinden wie eventueel een Duitse spion is. In de verschillende afleveringen ondervraagt Pinto de Engelandvaarders en ontmaskert diverse spionnen. In sommige afleveringen weet hij echter ook de onschuld vast te stellen van aanvankelijk verdachte personen.

## Productie en achtergrond
De Fuik was gebaseerd op de Britse televisieserie Spycatcher die in 1959-1961 werd uitgezonden door de BBC; een bewerking door Robert Barr van de boeken van luitenant-kolonel Oreste Pinto. Van een aantal afleveringen werd een vertaling gemaakt door mr. K.F.B. van de Ploeg. De boomlange acteur Frits Butzelaar werd gevraagd om Pinto te spelen. De regie was in handen van Luc van Gent.
De serie was eenvoudig van opzet en werd voornamelijk opgenomen in een studiodecor, dat was ontworpen door Peter Zwart en later Nic van Baarle. De spanning moest komen van de ondervraging en de eventuele ontmaskering van de spion. Het scenario volgt hiervoor de boeken van Pinto, waarin allerlei trucjes van stal worden gehaald. Zo wordt in aflevering 5, De koppige kellner, een Vlaamse Engelvaarder ontmaskerd nadat hij getest wordt op zijn vaardigheden als kelner, waarbij hij door de mand valt. In aflevering 2, Drie mannen uit Spanje, wordt juist bewezen dat iemand geen spion is door een zwemtest.

## Rolverdeling
- Frits Butzelaar als Oreste Pinto
- Frans Kokshoorn als kapitein Sannel
- Bob Löwenstein als Jules Veraerts

Een groot aantal gastacteurs verleende zijn of haar medewerking aan een aflevering, onder wie:

Ab Abspoel, Ed Bauer, Louis Borel, Eric van der Donk, Jan Hundling, Willy Ruys, Johan te Slaa, Ton Vos en Cor Witschge.

## Afleveringen
Er stonden aanvankelijk twaalf afleveringen op stapel. Daarvan werden er tien uitgezonden. De serie werd uitgezonden in tien maandelijkse afleveringen in het seizoen 1962-1963, veelal op vrijdagavond.
De eerste aflevering werd ingeleid door Meyer Sluyser.
1. Twee rechts, één averechts (uitgezonden op vrijdag 26 oktober 1962)
2. Drie mannen uit Spanje (uitgezonden op zaterdag 17 november 1962)
3. Geen hoogvlieger (uitgezonden op vrijdag 21 december 1962)
4. Kat en muis (uitgezonden op vrijdag 18 januari 1963)
5. De koppige kellner (uitgezonden op vrijdag 15 februari 1963)
6. 'n lichtvoetig meisje (uitgezonden op vrijdag 15 maart 1963)
7. Vaste klanten (uitgezonden op zondag 28 april 1963)
8. In verband met... (uitgezonden op vrijdag 10 mei 1963)
9. Vriend of vijand (uitgezonden op vrijdag 7 juni 1963)
10. Vliegtuig uit Lissabon (uitgezonden op vrijdag 2 augustus 1963)

### Kort geding
Tegen het voornemen de aflevering Louise uit te zenden werd op 25 november 1962 kort geding ingesteld. De ex-verzetstrijdster op wie deze aflevering was gebaseerd liet aanvoeren dat zij door Pinto ten onrechte als iemand van dubieuze zeden was voorgesteld. Door uitzending van de op Pinto's weergave gebaseerde aflevering zou zij ernstig in haar eer en goede naam worden aangetast. De rechter wees op 4 december de eis toe. Op 19 december 1962 werd bekend dat de KRO het vonnis niet zou aanvechten. Daarbij was overwogen dat de procedure zoveel tijd zou gaan kosten dat de serie al zou zijn afgelopen alvorens in hoger beroep vonnis zou zijn gewezen.

## Trivia
- De latere politicus en ombudsman Marcel van Dam had een rolletje als bediende in de aflevering Vriend of vijand (1963).
- De latere zanger en kleinkunstenaar Ramses Shaffy had een rol als De Vicomte in de aflevering Geen hoogvlieger (1962).